# 牧野行洋
牧野行洋，日本資深男性動畫師、演出家、動畫導演。

## 主要參加作品

### 電視動畫
- 汪汪三劍客（1981年－1982年，原畫）
- 魯邦三世 PartIII（1984年－1985年，原畫）
- 機動戰士Z鋼彈（1985年－1986年，原畫）
- 機動戰士鋼彈ZZ（1986年－1987年，原畫）
- 聖鬥士星矢（1986年－1989年，作畫監督）
- 魔神壇鬥士（1988年－1989年，原畫）
- 獅虎獸神（1989年－1990年，裝甲設定、原畫）
- 機動警察（1989年－1990年，原畫）
- 勇者凱撒（1990年－1991年，原畫）
- （1990年－1993年，原畫）
- 機甲警察金屬傑克（1991年，機械設計）
- 青澀花園（1991年－1992年，原畫）
- 蔬果村的故事（1992年－1993年，分鏡、演出）
- 熱血最強（1993年－1994年，原畫）
- 叮噹貓（1993年－1996年，分鏡）
- 劍勇傳說YAIBA（1993年－1994年，原畫）
- 鬼神童子ZENKI（1995年，分鏡、原畫）
- 烏龍派出所（1996年－2004年，分鏡）
- 機械女神（1996年－1997年，原畫）
- YAT安心！宇宙旅行（日语：YAT安心!宇宙旅行）（1996年－1998年，演出）
- 爆笑吸血鬼'99（1997年－1998年，分鏡）
- 吸血姬美夕（1997年－1998年，分鏡、演出）
- 烙印勇士（1997年－1998年，原畫）
- BURN-UP EXCESS（1997年－1998年，分鏡）
- 頭文字D（1998年，分鏡）
- 魔法陣都市（1998年，分鏡）
- 青澀之戀（1998年，原畫）
- 微星小超人（日语：ミクロマン・マグネパワーズ）（1999年，分鏡）
- 變形金剛Neo（日语：ビーストウォーズネオ 超生命体トランスフォーマー）（1999年，分鏡）
- 天使不設防！（1999年，分鏡）
- 平行世界物語（日语：デュアル!ぱられルンルン物語）（1999年，分鏡）
- Blue Gender（1999年－2000年，分鏡）
- 漫畫派對（2001年，原畫）
- 神奇寶貝超世代（2002年－2006年，演出）
- 貯金大冒險（2003年－2005年，分鏡、作畫監督）
- PEACE MAKER鐵（2003年－2004年，分鏡、演出）
- 魔豆傳奇（2005年，分鏡、演出）
- 出雲戰記（2005年，演出）
- SPEED GRAPHER （2005年，分鏡）
- 絕對少年（2005年，演出、原畫）
- ToHeart2（2005年－2006年，分鏡、演出）
- 魔界戰記（2006年，分鏡、演出）
- 神奇寶貝鑽石&珍珠（2006年－2010年，分鏡、演出、作畫監督、原畫）
- 旋風管家（2007年，分鏡、演出）
- 爆丸（2007年－2008年，分鏡）
- 精靈守護者（2007年，原畫）
- 波菲的漫長旅程（2008年，分鏡）
- 蒼天航路（2009年，演出）
- 蟲奉行（2013年，原畫）

### OVA
- 銀河英雄傳說 (第2期)（1991年－1992年，分鏡）
- Hello Kitty的魔法頻果（1992年，演出）
- 潮與虎（1992年－1993年，原畫）
- 機神兵團（日语：機神兵団）（1992年－1993年，原畫）
- 銀河英雄傳說 OVA第3期（1994年－1995年，分鏡）
- 超光速Grandoll（日语：超光速グランドール）（1997年，原畫）
- 銀河英雄傳說外傳 (第1期)（1998年，分鏡）

### 成人OVA
- （1986年，導演、機械設定、原畫）
- （1988年，導演、機械設定協力）
- Guy -妖魔覺醒-（日语：ガイ -妖魔覚醒-）（1988年，怪物設定）
- （1990年，導演、編劇、怪物設定）
- （1996年，分鏡、設計協力）
- 奴隸戰士瑪雅（日语：奴隷戦士マヤ）（1996年－1997年，導演）
- ～告白～（1998年，導演）
- 2 ～我的天使～（1998年，導演）
- 誘惑COUNT DOWN 鏡（1998年，原畫）
- Princess Memory（日语：プリンセスメモリー）（2001年，分鏡）
- 妖囁（2001年－2002年，分鏡）
- DISCIPLINE （2003年－2004年，分鏡）
- 夜勤病棟·貳（2004年，分鏡）
- 跟大姊姊一起做吧！（2005年－2008年，分鏡、作畫監督）
- 催眠辱凌辱學園（2008年－2009年，演出）
- 春戀＊少女（2008年，分鏡）
- 彷徨淫（2009年，導演、分鏡演出）
- （2010年－2011年，原畫）
- ☆（2011年，導演、分鏡、演出）
- COSPLAY露出研究會（2012年，分鏡）

### 電影動畫
- 宇宙戰艦大和號 完結篇（1983年，原畫）
- 劇場版 機動戰士鋼彈：逆襲的夏亞（1988年，原畫）
- 劇場版 神奇寶貝：超夢的逆襲（1998年，原畫）
- GUILSTEIN（日语：ギルステイン）（2002年，分鏡）

## 相關項目
- 九魔工作室（日语：スタジオ九魔）